# Unguturu
Unguturu é um dos 46 mandals no distrito de Godavari Ocidental, no estado indiano de Andhra Pradesh. A sede está localizada na cidade de Unguturu. O mandal faz fronteira com o mandal de Tadepalligudem e de Pentapadu a norte, pelo mandal de Nallajerla a ocidente, pelo mandal de Nidamarru a oriente e pelo mandal de Dwaraka Tirumala e de Bhimadole a sul.

## Demografia
De acordo com o censos de 2011, o mandal tinha uma população de  80,722 habitantes em 23,080 agregados familiares. A população total é constituída por 40,417 homens e 40,305 mulheres, com um rácio de 997 mulheres por cada 1000 homens. 8,258 crianças estavam entre a idade de 0 e 6 anos, das quais 4,197 são rapazes e 4,061 são raparigas, com um rácio de 967. A taxa de alfabetização situa-se nos 69.59% totalizando cerca de 50,429 pessoas, das quais 26,138 são homens e 24,291 são mulheres.
A maioria das pessoas pertencem ao grupo Schedule Caste, com um total de 18,305, enquanto o outro grupo Schedule Tribe é composto por 1,058 pessoas.

### Work Profile
No censos de 2011 na Índia, 38,758 pessoas estavam envolvidas em algum tipo de actividade laboral, o que inclui 24,999 homens e 13,759 mulheres. Destas pessoas, 33,709 descreveram o seu trabalho como um trabalho principal, 4,112 como cultivadores e 22,100 declararam trabalhar em algum tipo de trabalho agrícola. 560 declararam trabalhar em casa e 6,937 em outros tipos de trabalho. Destas pessoas, 5,049 são trabalhadores marginais.

## Administração
O mandal é administrado pela assembleia constituinte de Unguturu, do Lok Sabha de Eluru.

## Towns and villages
De acordo com o censos de 2011, o mandal tem 17 aglomerados populacionais, sendo todos eles vilas. Chebrolu é a maior e Chebrole Khandrikaé a mais pequena, isto em termos de população.
As vilas do mandal são as seguintes:
1. A.Gokavaram[11]
2. Badampudi[12]
3. Bommidi[13]
4. Chebrole[14]
5. Chebrolu[15]
6. Dontavaram
7. Gopinadhapatnam
8. Kagupadu[16]
9. Kaikaram[17]
10. Kakarlamudi
11. Nallamadu
12. Rachuru[18]
13. Ravulaparru
14. Tallapuram
15. Unguturu[19]
16. Vellamilli[20]
17. Venkatadriapparaopuram

## Educação
O mandal desempenha um importante papel na educação dos estudantes das vilas. A escola primária e secundária é transmitida pelo governo e por escolas privadas, sob o departamento de estado da educação escolar. De acordo com um relatório do ano académico de 2015–16, o mandal tinha mais de 9,675 estudantes em mais de 89 escolas.